# Japansk padda
Japansk padda (Bufo japonicus) listades tidigare som en underart till den vanliga paddan (Bufo bufo) men klassificeras idag som självständig art. 

## Taxonomi
Den indelas i två underarter, Bufo japonicus japonicus, som finns i västra Japan, och Bufo japonicus formosus, som lever i östra delen av landet. Skillnaden är mycket liten; B. j. japonicus är generellt sett något större, men har mindre trumhinna.

## Beskrivning
Den japanska paddan är något mindre än de storleksmässigt största populationerna av den vanliga paddan; den är mellan 4 och 16 cm för den mindre underarten B. j. formosus, och 8 till 17,6 cm för underarten B. j. japonicus. Honorna är vanligtvis större än hanarna. Färgen varierar mellan de olika lokala formerna, från mörkgrön över gulbrun till mörkbrun. Den är starkt vårtig på rygg, sidor och ben. Bakbenen är långa, nästan två gånger kroppslängden, och fötterna har endast svagt utvecklad simhud.

## Vanor
Paddan lever större delen på land, i många olika miljöer från havsytans nivå till bergsområden, och beger sig till vatten endast när den vill para sig. Födan består av olika leddjur och daggmaskar. Den tar även illasmakande insekter som de flesta andra groddjur undviker, som myror och vissa jordlöpare. I likhet med många andra paddor har den ett kraftigt gift, gamabufagin, i sina parotidkörtlar som ett passivt försvar mot fiender.

### Fortplantning
Den japanska paddan leker mellan februari och mars då paddorna beger sig till låglänta vattensamlingar, där det vanligen är betydligt fler hanar än honor. I samband med parningen blir huden slätare hos båda könen, och hanens färg drar sig mer mot gult. Parningsleken på ett och samma ställe varar omkring en vecka, under vilken honorna lägger mellan 1 500 och 14 000 ägg i långa strängar, virade kring bottnens vattenväxter. Ynglen är helt svarta och blir upp till 3 – 4 cm just innan förvandlingen, som äger rum  i juni. Hanarna blir könsmogna efter ett år, honorna efter två.

## Utbredning
Arten finns i Japan på Kyushu, Shikoku, Honshu och södra Hokkaido. Den har dessutom införts till Izu-Ōshima.

## Status
Den japanska paddan är klassificerad som livskraftig ("LC") av IUCN. Arten minskar dock något, speciellt i västra Japan. Främsta orsakerna till minskningen är hus- och vägbyggnad. Torrläggning av risfält och andra lämpliga yngelplatser är också ett hot.